# Ericeia levuensis
Ericeia levuensis är en fjärilsart som beskrevs av Louis Beethoven Prout 1929. Ericeia levuensis ingår i släktet Ericeia och familjen nattflyn. Inga underarter finns listade i Catalogue of Life.